# Ado Campeol
Ado Campeol (1928 – 30. října 2021) byl italský restauratér, který byl nazýván „otec tiramisu“.
Campeol vlastnil restauraci Le Beccherie v italském Trevisu, kde tiramisu „vynalezl“ spolu se svou manželkou jménem Alba Di Pillo a šéfkuchařem Robertem Linguanottem 24. prosince 1969. 30. října 2021 zemřel ve věku 93 let.